# Mistrzostwa Europy w Lekkoatletyce 1986 – sztafeta 4 × 100 m kobiet
Sztafeta 4 × 100 metrów kobiet była jedną z konkurencji rozgrywanych podczas XIV mistrzostw Europy w Stuttgarcie. Biegi eliminacyjne zostały rozegrane 30 sierpnia, a bieg finałowy 31 sierpnia 1986 roku. Zwycięzcą tej konkurencji została sztafeta Niemieckiej Republiki Demokratycznej w składzie: Silke Gladisch, Sabine Günther, Ingrid Auerswald i Marlies Göhr. W rywalizacji wzięło udział czterdzieści jeden zawodniczek z dziesięciu reprezentacji.

## Rekordy
| Rekord świata     | NRD · (Silke Gladisch, Sabine Rieger, Ingrid Auerswald, Marlies Göhr) | 41,37 | Canberra, Australia | 06.10.1985 |
| Rekord Europy     | NRD · (Silke Gladisch, Sabine Rieger, Ingrid Auerswald, Marlies Göhr) | 41,37 | Canberra, Australia | 06.10.1985 |
| Rekord mistrzostw | NRD · (Gesine Walther, Bärbel Wöckel, Sabine Rieger, Marlies Göhr)    | 42,19 | Ateny, Grecja       | 11.09.1982 |

## Wyniki

### Eliminacje
Rozegrano dwa biegi eliminacyjne. Do finału awansowały po trzy najlepsze zespoły (Q) oraz dwa spośród pozostałych z najlepszym czasem (q).
Bieg 1
| Miejsce | Reprezentacja | Zawodniczki                                                          | Czas  | Uwagi |
| ------- | ------------- | -------------------------------------------------------------------- | ----- | ----- |
| 1       | NRD           | Silke Gladisch, Sabine Günther, Ingrid Auerswald, Marlies Göhr       | 42,13 | Q,    |
| 2       | RFN           | Resi März, Anke Köninger, Heidi-Elke Gaugel, Ute Thimm               | 43,51 | Q     |
| 3       | Polska        | Joanna Smolarek, Urszula Jaros, Jolanta Janota, Ewa Kasprzyk         | 43,96 | Q     |
| 4       | Holandia      | Nelli Cooman, Martha Grossenbacher, Marjan Olyslager, Els Vader      | 44,38 | q     |
| 5       | Finlandia     | Aila Haikkonen, Sisko Markkanen, Margareetta Honkaharju, Jaana Niemi | 45,27 |       |

Bieg 2
| Miejsce | Reprezentacja   | Zawodniczki                                                           | Czas  | Uwagi |
| ------- | --------------- | --------------------------------------------------------------------- | ----- | ----- |
| 1       | Bułgaria        | Ginka Zagorczewa, Anelija Nunewa, Nadeżda Georgiewa, Jordanka Donkowa | 43,02 | Q     |
| 2       | Francja         | Françoise Leroux, Marie-Christine Cazier, Laurence Bily, Muriel Leroy | 43,20 | Q     |
| 3       | Wielka Brytania | Paula Dunn, Kathy Cook, Joan Baptiste, Wendy Hoyte                    | 43,30 | Q     |
| 4       | ZSRR            | Antonija Nastoburko, Natalja Boczina, Iryna Slusar, Olga Zołotariowa  | 43,78 | q     |
| 5       | Włochy          | Rita Angotzi, Carla Mercurio, Daniela Ferrian, Rossella Tarolo        | 44,90 |       |

### Finał
| Miejsce | Reprezentacja   | Zawodniczki                                                           | Czas  | Uwagi |
| ------- | --------------- | --------------------------------------------------------------------- | ----- | ----- |
| 1       | NRD             | Silke Gladisch, Sabine Günther, Ingrid Auerswald, Marlies Göhr        | 41,84 | CR    |
| 2       | Bułgaria        | Ginka Zagorczewa, Anelija Nunewa, Nadeżda Georgiewa, Jordanka Donkowa | 42,68 |       |
| 3       | ZSRR            | Antonija Nastoburko, Natalja Boczina, Marina Żyrowa, Olga Zołotariowa | 42,74 |       |
| 4       | Francja         | Françoise Leroux, Marie-Christine Cazier, Laurence Bily, Muriel Leroy | 43,11 |       |
| 5       | Wielka Brytania | Paula Dunn, Kathy Cook, Joan Baptiste, Wendy Hoyte                    | 43,44 |       |
| 6       | Polska          | Joanna Smolarek, Urszula Jaros, Jolanta Janota, Ewa Kasprzyk          | 43,54 |       |
| 7       | Holandia        | Nelli Cooman, Martha Grossenbacher, Marjan Olyslager, Els Vader       | 44,38 |       |
| –       | RFN             | Resi März, Anke Köninger, Heidi-Elke Gaugel, Ute Thimm                | DQ    |       |